# هاروکا تاچیموتو
هاروکا تاچیموتو (انگلیسی: Haruka Tachimoto؛ زادهٔ ۳ اوت ۱۹۹۰) جودوکار اهل ژاپن است.